# Élixir d'or
 (octobre 2016).
L'élixir d'or est une ancienne préparation pharmaceutique qui fut utilisée au XVIIIe siècle. Cet élixir a porté de nombreux noms différents et sa composition, d'abord tenue secrète, a varié au cours des époques et des préparateurs. Il s'agissait vraisemblablement à l'origine d'une préparation à base d'or, sous différentes formes chimiques, or colloïdal (de couleur pourpre) ou solution de chlorure aurique (de couleur jaune). Par la suite, on a substitué le perchlorure de fer (FeCl3) (également de couleur jaune) au chlorure d'or dans la préparation de l'élixir.

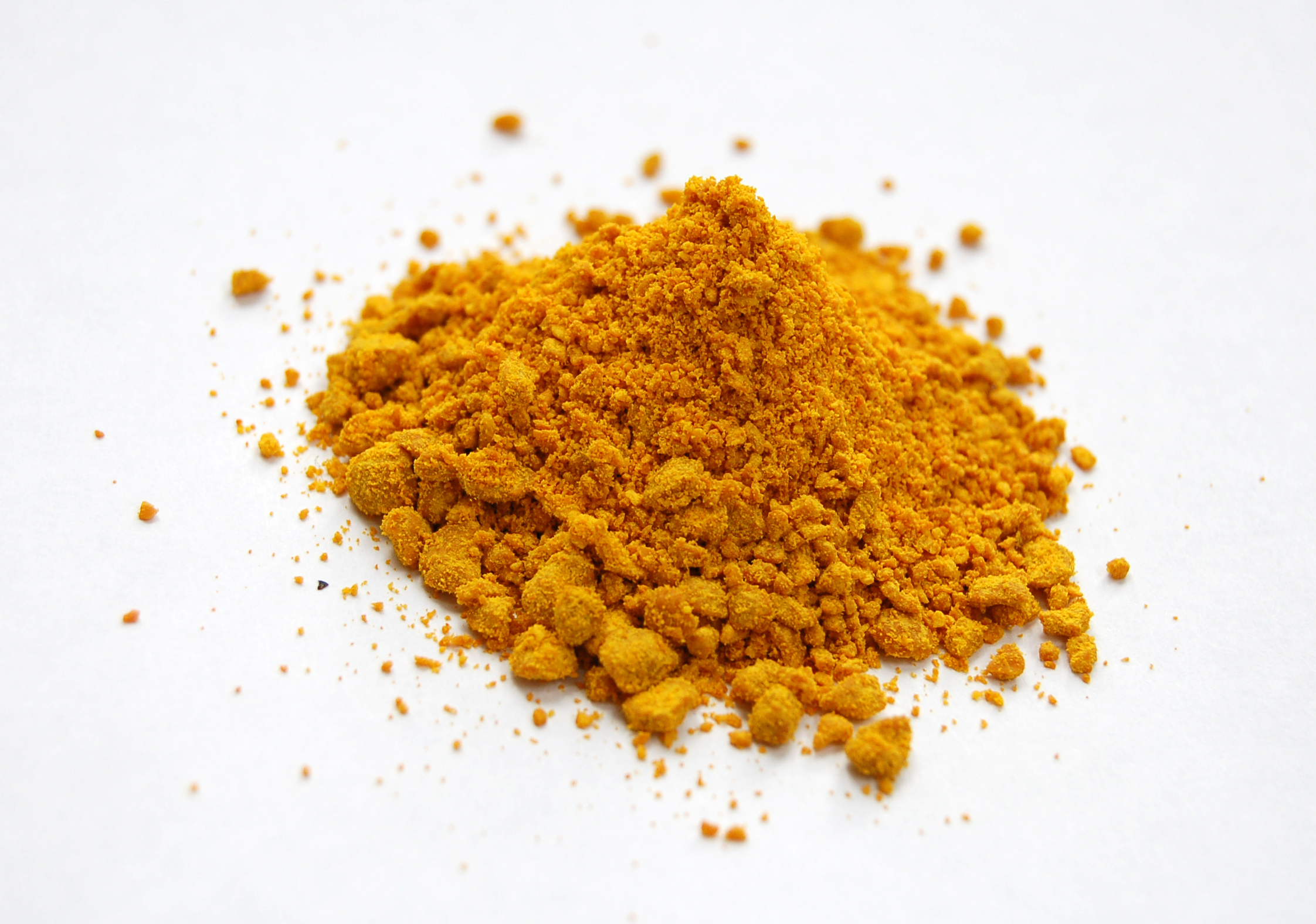
Un échantillon de perchlorure de fer à l'état cristallin. La couleur de ce sel explique le nom de lélixir d'or qui en est une solution aqueuse.

On attribue son invention, en 1728, au diplomate Alexis Bestoujev-Rioumine, grand Chancelier impérial de Russie (en) sous Élisabeth Ire. Le secret de sa fabrication fut vendu par le préparateur de Bestoujev au général La Motte. Ce dernier, après avoir modifié la formule originale de l'élixir (vraisemblablement en diminuant sa teneur en or, peut-être même en supprimant totalement ce métal qu'il remplaça par le perchlorure de fer), l'introduisit et le commercialisa en France à un prix très élevé, ce qui fit sa fortune.
Particulièrement populaire à Paris sous le règne de Louis XV, la variété d'élixir d'or vendue par La Motte était administrée dans des indications thérapeutiques très larges sous forme de gouttes de deux sortes différentes : gouttes jaunes et gouttes blanches, d'où le nom donné aux gouttes du général La Motte d'« élixir d'or et blanc ».  
Suivant les lieux et les époques, cette préparation a été connue sous les noms suivants :
- « teinture tonique et nervine de Bestucheff », (en latin tinctura toniconervina Bestuscheffi et en russe Бестужевские капли) ;

- « teinture d'or du général La Motte » ;
- « liqueur anodine de Klaproth » ;
- « liqueur d'Hoffmann » ;
- « esprit sulfurique éthéré martial » (dans la pharmacopée de Prusse, selon August Dörffurt, cité par Desertine[1].

D'innombrables autres dénominations de l'élixir d'or ont été répertoriées,,. Son nom habituel au XIXe siècle était : Teinture de Bestucheff et de Klaproth.

## La préparation originale de Bestoujev

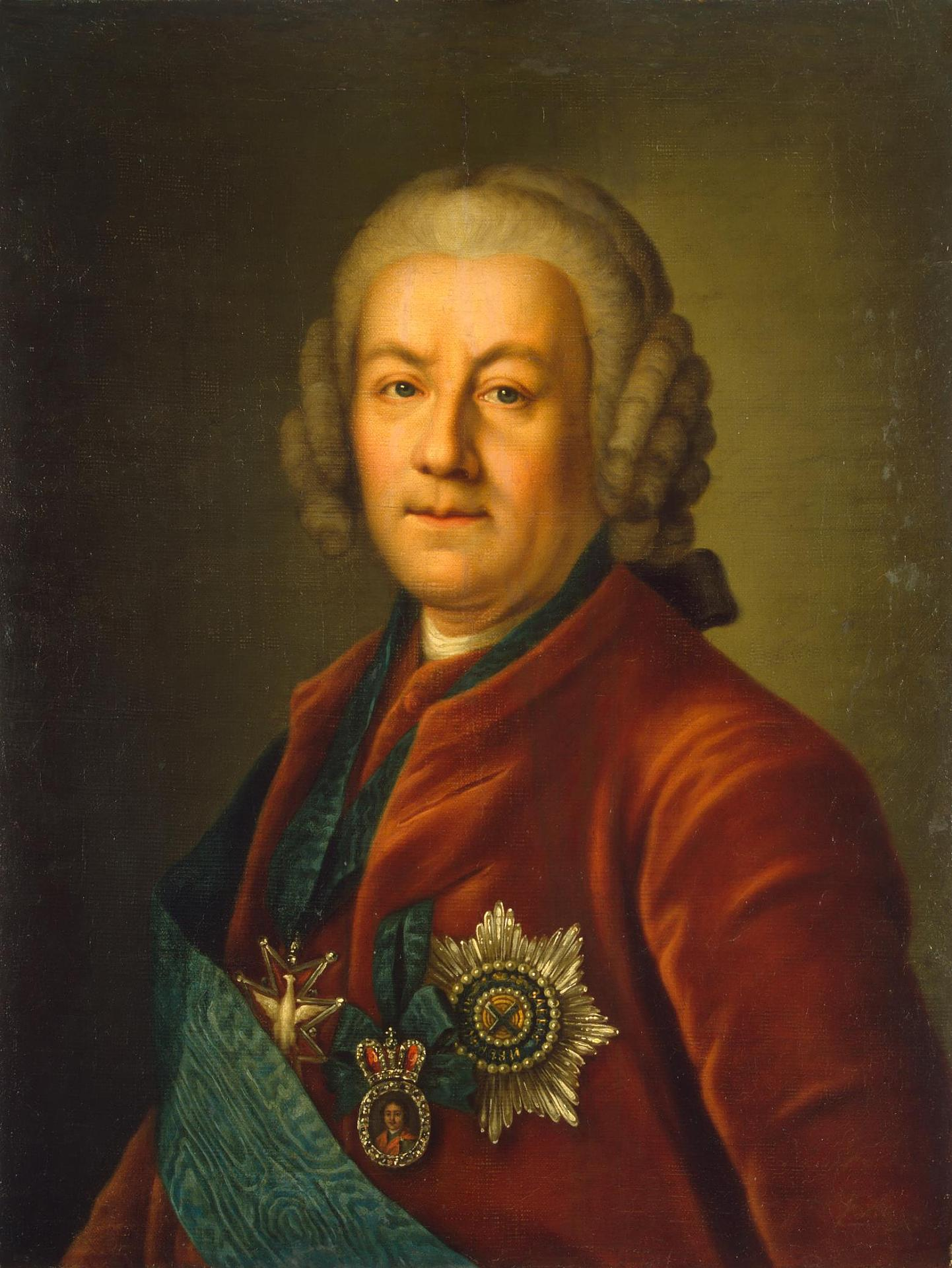
Le comte Alexis Bestoujev-Rioumine (1693-1768)

En 1728, le comte Alexis Bestoujev-Rioumine met au point la formule de l'« élixir d'or », une solution aqueuse ainsi nommée en raison de sa couleur jaune d'or. L'idée de cette préparation lui serait venue de la lecture de manuscrits du chimiste Böttcher, l'inventeur de la porcelaine allemande, qu'il avait trouvés à Copenhague où il se trouvait en poste trois ans auparavant. Pour préparer son élixir, Bestoujev se fait assister d'un chimiste nommé Lembke dont il surveille personnellement le travail. Certains médecins ayant prêté des vertus curatives au produit, celui-ci est d'abord distribué gratuitement, puis vendu au prix fort en Russie et dans d'autres pays sous le nom de teinture nervine jaune de Bestuchef. L'année même de la mise au point de l'élixir, Lembke, trahissant la confiance du comte, s'enfuit pour se rendre à Hambourg, où il vend le secret de sa préparation au général La Motte.

## La teinture d'or du général La Motte

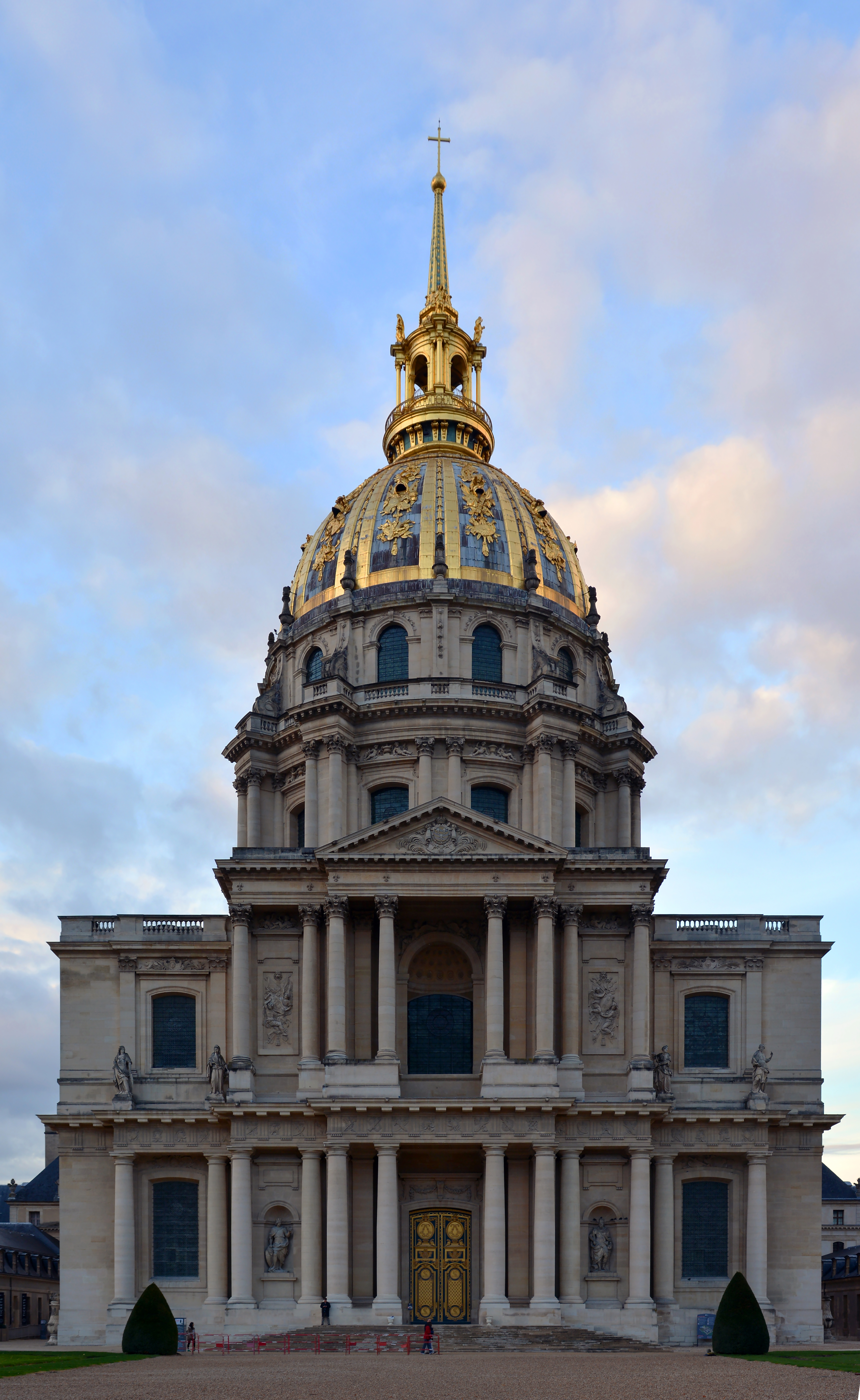
L'Hôtel des Invalides où le général La Motte fabriquait et commercialisait son « élixir d'or ».

### Un commerce fructueux
Antoine Duru de La Motte, que certains qualifient d'aventurier[réf. souhaitée], a été général d'artillerie au service de Léopold Ragotzky, prince de Transylvanie. De retour à Paris, il s'installe à l'Hôtel des Invalides pour y produire sa teinture, qu'il prétend être de son invention et qu'il vend sous le nom de « gouttes d'or du général Lamotte » ou « élixir d'or et blanc » au prix d'un louis le flacon d'une demi-once.
Le couteux remède de La Motte connait bientôt un succès considérable auprès des patients fortunés, notamment à la cour de Versailles, tout comme l'élixir de Garus ou l'eau de mélisse. Comme marque de considération, Louis XV en offre deux cents flacons au pape souffrant de la goutte. Ayant vendu son secret au roi contre une rente annuelle de 4 000 livres et obtenu l'exclusivité de la vente de son remède, le général La Motte fait rapidement fortune et se voit élever au grade de major-général. À sa mort, sa veuve, née Marie-Simone Dorcet[réf. souhaitée] et mieux connue sous le nom de « Madame la Générale de La Motte » se remarie avec Jean-Antoine de' Calzabigi, le frère cadet de l'homme de lettres et librettiste Ranieri de' Calzabigi, devenant ainsi « Mme Calsabigi ». Ayant récupéré, par une lettre patente du 3 mai 1742, le privilège d'exclusivité de son défunt mari, elle reprend la commercialisation des gouttes d'or à l'Hôtel de Longueville et continue à faire fructifier l'affaire en exportant l'élixir en province et à l'étranger, notamment en Russie et en Allemagne. Lorsque l'ex-générale la Motte, Mme Calsabigi, meurt à son tour, le procédé de fabrication de l'élixir et son privilège de vente sont transmis à un certain Hiesme Paulian, après quoi le remède ne tarde pas à tomber dans l'oubli.

### Indications et mode d'emploi des «gouttes d'or»

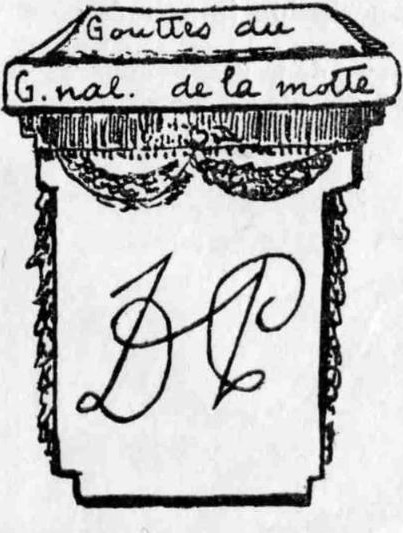
Étiquetage des fioles contenant les gouttes du général La Motte

Les gouttes d'or du général Lamotte se présentaient sous deux formes de couleurs différentes, les gouttes jaunes (ou élixir d'or ) et les gouttes blanches (ou élixir blanc). Leurs indications thérapeutiques extrêmement larges comprenaient notamment diverses affections appartenant aux domaines de la neurologie et de la rhumatologie, selon la terminologie moderne.
- Les gouttes jaunes étaient administrées en cas de paralysie, de « vapeurs » », d'épilepsie, On les utilisait aussi dans les troubles provoqués par « l'épaississement du sang ou l'obstruction des vaisseaux ou l'âcreté des humeurs »[6]. Elles étaient aussi censées agir comme fortifiant général : « L'élixir d'or ranime les forces perdues par la maladie ou par l'âge ».
- Les gouttes blanches étaient recommandées dans les rhumatismes, la goutte, les « humeurs », le « sang scorbutique », mais aussi dans les maladies vénériennes, et des troubles neuro-psychiatriques tels que paralysies, crampes, épilepsie, hypocondrie, etc. .

«   L'Elixir de M. le Général de la Motte continue d'opérer les effets les plus heureux, principalement dans l'apoplexie, la paralysie, la goutte, les pleurésies, la petite vérole, la rougeole, les fièvres malignes et les fluxions de poitrine. L'expérience autorisée par nombre de certificats prouve qu'il est très souverain dans les maladies de lait répandu, les indigestions, les obstructions, la dysenterie et  rétention d'urine et les mois, les pertes de sang, la jaunisse et les vapeurs de toutes  sortes... Plusieurs personnes incommodées d'asthme sont parfaitement bien trouvés de l'usage qu'elles en ont fait. »
— Mercure de France , 1750
On les prenait mélangées à du vin, de l'eau de fleur d'oranger, du bouillon, de six à trente gouttes par jour, etc.

## La formule modifiée de Bestoujev et son rachat par Catherine II

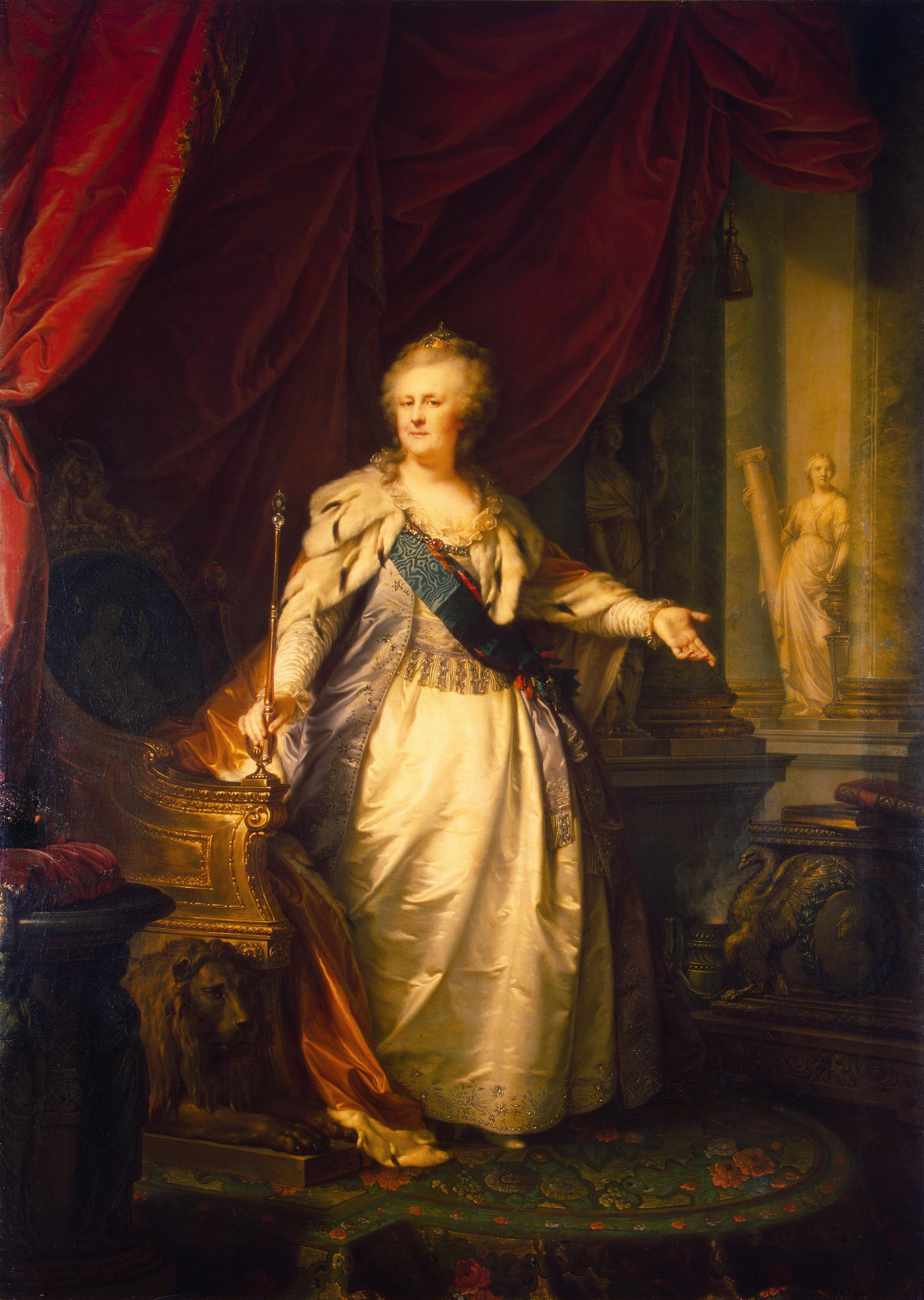
Catherine II de Russie.

Lorsque le comte Bestoujev compare la teinture de La Motte avec la sienne, il constate que l'élixir du général contient du fer : « II la trouva, quant à l'essentiel, de la même nature, mais la saveur plus âpre. Il vit aussi qu'elle déposait un peu d'oxyde de fer, parce que Lembke n'avait pu probablement donner toutes les manipulations à observer, ou parce que le général Lamotte avait voulu abréger le procédé ». Tombé en disgrâce, il décide, à partir de 1748, de confier la préparation et la distribution d'une teinture ressemblant à celle de La Motte, sous le nom de « gouttes jaunes et blanches de Bestuchef », à un pharmacien nommé Model. Après la mort de Bestoujev en 1768 et celle de Model en 1775, la formule de la teinture est rachetée, en 1779 aux ayants droit par l'impératrice Catherine II qui la remet au Collège de Médecine en ordonnant sa publication.

## Composition de l'élixir d'or

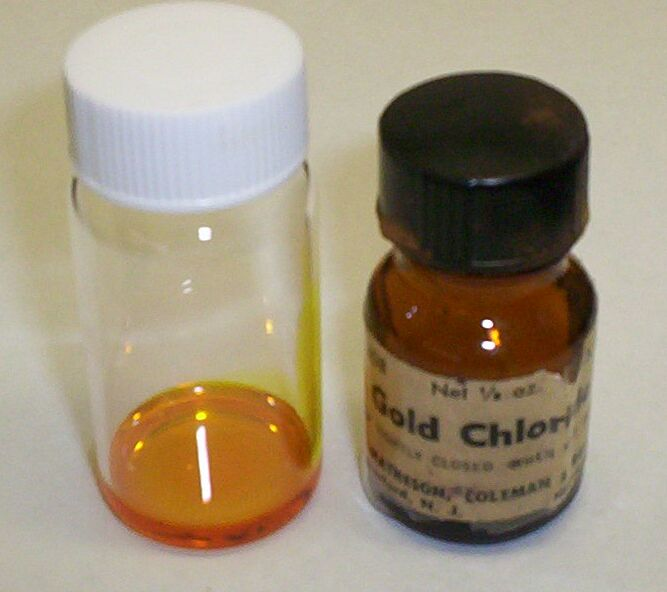
Aspect extérieur d'une solution aqueuse de chlorure aurique (ou trichlorure d'or). La couleur de cette solution est identique à celle d'une solution de perchlorure de fer.

La composition de l'élixir d'or n'a jamais pu être déterminée avec précision, en raison du secret qui l'entourait et parce que sa formule a notablement varié au cours du temps et selon les préparateurs. Plusieurs sources semblent attester que l'élixir inventé par le comte Bestoujev, dans sa formule originale, contenait de l'or. 
L'élixir d'or, selon le Précis de matière médicale de Joseph Lieutaud, était à l'origine obtenu par réaction d'un mélange des quatre composants suivants : or, eau régale, huile éthérée de Frobenius et esprit de vin.
Après la mort de La Motte, plusieurs chimistes français s'efforcent, en vain, d'imiter cette teinture dont le secret reste un mystère et orientent leurs recherches en ce sens : « Par le prix exorbitant de cette teinture, tous étaient persuadés que c'était à l'or qu'elle devait ses vertus. Antoine Baumé prétendit que la teinture blanche et la teinture jaune se préparaient en faisant une dissolution d'or dans l'acide nitro-muriatique : on précipitait l'or par la potasse, on dissolvait l'oxyde dans l'acide nitrique, et l'on distillait avec de l'alcool. La liqueur du récipient était la blanche, et le résidu la teinture jaune. Comme on distribuait cette espèce de préparation pour la véritable teinture, ou gouttes d'or de Lamotte, cela explique pourquoi le directeur Margroff, de Berlin, et le pharmacien de la cour de Pétersbourg, Jean Georges Model, reçurent, l'un et l'autre, un éther sulfurique tenant de l'or. Il est vraisemblable que Bœrhaave avait opéré sur la véritable teinture ; ce qui semble le prouver, c'est qu'il avait essayé de l'imiter en faisant digérer de l'acide muriatique sur du sulfate de fer calciné ».
Ainsi, s'il est possible qu'à l'origine cette teinture ait contenu de l'or, celui-ci fut ensuite remplacé par du chlorure de fer, ferreux (protochlorure de fer FeCl2) ou ferrique (perchlorure de fer FeCl3) selon une formule divulguée par Julien-Joseph Virey et modifiée par Martin Klaproth.

## L'élixir d'or dans la littérature et la culture populaire
Le général La Motte fut accusé de charlatanisme et fut l'objet de vives critiques, de son vivant et après sa mort. Julien Offray de La Mettrie, chirurgien-major et médecin des gardes françaises fait une allusion ironique au général en 1762 dans sa comédie Les charlatans démasqués :  
«   Muscadin : - Sabrer ainsi son Patron ! Le mauvais cœur ! Mais j'ai ici sa punition en poche ; c'est une phiole de gouttes du Général la Motte, dont j'ai moi seul le Secret, il faut que je lui en fasse avaler une pinte : il aura bien le Diable au corps s'il ne crève d'un remède, qui, à petite dose, a tué tant de mes Malades. Mais je sens déjà que ma bile irritée fait mousser ma gravité, je crains l'érétisme  des nerfs et l'ataxie des esprits animaux. »
Dans un ouvrage de vulgarisation scientifique publié en 1778, Jac Ozanam écrit, à propos de l'« or potable » :
«  On voit par-là que si les gouttes du général Lamotte n'étaient pas fort utiles pour la santé, elles étaient fort utiles pour sa bourse ; car un pareil gain peut être qualifié de monstrueux. Que ne fait pas chez les hommes le charlatanisme, quand il a pour base l'ignorance et l'amour de la vie !  »
— Jac Ozanam - 1778
Pierre-François Guyot Desfontaines en 1741 en explique la raison : c'est parce que les remèdes secrets n'avaient pas été révélés à la Faculté de médecine de Paris et soumis à son examen, que leurs auteurs étaient déconsidérés et traités de charlatans : mais l'élixir de Garus et les Gouttes du Général La Motte auraient ensuite fait leur preuve. Il est certain que ce produit fit la fortune du Général La Motte et de son épouse.
Pour répondre à ces accusations de charlatanisme, le général rédige une notice et fait approuver ses gouttes par les plus grands médecins.
À l'époque où la vente des gouttes du général La Motte était assurée par sa veuve, Mme Calsabigi, le chansonnier Gabriel-Charles de Lattaignant a composé le couplet suivant :
«  Madame La Générale La Mothe, Aujourd'hui Madame de Calsabigi, sur ses gouttes d'or. Ce couplet fut fait à table chez Madame de Calsabigi où étoit Madame Sabatin.
Sur l'air : Du Cap de bonne Espérance,
Mon aimable Générale,
 
Quoique de vos gouttes d'or,
 
La vertu soit sans égale ; 

Je sais quelque chose encor,

D'un beaucoup plus grand mérite ; 

Que cela ne vous irrite ; 

C'est un seul regard divin,

De l'aimable Sabatin. »
— Abbé de l'Attaignant
.
Ce même chansonnier écrivit un autre poème pour vanter les vertus de l'élixir d'or de Madame de la Motte, l'assimilant en fait malicieusement à l'élixir de jeunesse : « Votre Elixir est admirable : II ressuscite, il rajeunit/ L'infirme le plus incurable / Le vieillard le plus décrepit. /La Cour elle-même y souscrit/ Par un Privilège honorable... »
Madame de la Motte fit imprimer chez Jorry un livret explicatif de 150 pages (une sorte de posologie) sur la dose, les effets et les propriétés des deux élixirs, accompagné de certificats des médecins et chirurgiens célèbres.
1793 sonne le glas des Gouttes d'or : « Depuis que l'or est devenu l'idole de la société, la secte alchimiste a épuisé toute sa science, mais inutilement, à faire avec ce métal la panacée ou la médecine universelle [...] et lui donner des propriétés qu'elle n'avait pas. De là sont venues toutes les prétendues dissolutions radicales de l'or, les laineuses teintures, les élixirs, les ors potables, etc. Mais, si ces compositions ont quelques vertus, on doit les attribuer uniquement aux substances qu'on ajoute à l'or pour le dissoudre, et non à ce métal qui ne peut souffrir la moindre altération. [...] Il peut même n'être administré que sous une forme qui en rend l'usage extrêmement dangereux [...] Nous pensons que les gouttes d'or du général de la Motte n'ont point les vertus que le charlatanisme et la crédulité leur avoient attribuées et que cette préparation, ainsi que toute autre pareille, ne doit point faire partie des instruments employés par les médecins instruits et honnêtes pour combattre les maladies » (Félix Vicq d'Azyr, Jean Le Rond d'Alembert).
Au XIXe siècle, Victor Hugo fait une allusion critique à la teinture de Bestucheff dans Les Misérables : 
«  Aux yeux de M. Gillenormand, Catherine II avait réparé le crime du partage de la Pologne en achetant pour trois mille roubles le secret de l'élixir d'or à Bestuchef. Là-dessus, il s'animait : — L'élixir d'or, s'écriait-il, la teinture jaune de Bestuchef, les gouttes du général Lamotte, c'était au dix-huitième siècle, à un louis le flacon d'une demionce, le grand remède aux catastrophes de l'amour, la panacée contre Vénus. Louis XV en  envoyait deux cents flacons au pape. On l'eût fort exaspéré et mis hors des gonds si on lui eût dit que l'élixir d'or n'est autre chose que le perchlorure de fer.  »
— Victor Hugo,  Les Misérables
Il convient de signaler que la réaction photochimique qui décolorait la deuxième version de sa teinture d'or (celle contenant du perchlorure de fer) à la lumière avait été remarquée par le comte Bestoujev. C'est la raison pour laquelle Chicandar, en 1909, le place parmi les précurseurs de la photographie. En effet, selon J. L. Marignier, Niépce aurait tiré parti pour son invention des travaux de Klaproth qui en 1782 étudiait ces réactions.
Karen Blixen évoque la liqueur d'Hoffmann dans sa nouvelle Le festin de Babette (1958) : 
«  C'était comme si leur père s'était éloigné de ses enfants, comme si la force de bonté qui caractérisait son être s'était évaporée de la congrégation, à l'instar de ce qui guette une bouteille de liqueur d'Hoffmann quand on la laisse débouchée.  »
— Karen Blixen,  Le festin de Babette